# خانه وکیل
خانه وکیل مربوط به دوره پهلوی است و در شهرستان آران و بیدگل، روستای علی‌آباد واقع شده و این اثر در تاریخ ۱۱ مرداد ۱۳۸۴ با شمارهٔ ثبت ۱۲۳۳۷ به‌عنوان یکی از آثار ملی ایران به ثبت رسیده است.